# Raneferef
Raneferef (Re-nefer-ef, nach anderer Lesart Nefer-ef-Re oder Nefer-ef-Ra) war der vierte oder fünfte König (Pharao) in der 5. Dynastie des alten ägyptischen Reichs. Er bestieg den ägyptischen Thron mit ungefähr 20 Jahren etwa 2460, verstarb aber bereits etwa 2455 v. Chr. Bekannt ist er vor allem durch seine Bautätigkeit, zu deren wichtigsten Projekten ein bisher unentdecktes Sonnenheiligtum und eine begonnene Pyramidenanlage zählen. Bedeutende ihn betreffende Funde sind zahlreiche Statuenfragmente aus dem Totentempel seiner Pyramide und Reste seiner Mumie aus der Grabkammer.

## Herkunft und Familie
Raneferef wurde als Sohn seines Vorgängers Neferirkare und dessen Gemahlin Königin Chentkaus II. geboren. Sein Nachfolger Niuserre war sein Bruder. Ehefrauen und Kinder Raneferefs sind nicht bekannt. Doch mag die im Jahr 2015 entdeckte Königin Chentkaus III. seine Gemahlin gewesen sein. Ein Kalksteinrelief aus Abusir belegt, dass Raneferef als Kronprinz noch den Namen Ranefer trug und ihn wahrscheinlich im Zuge der Thronbesteigung abänderte. Völlig unklar ist das verwandtschaftliche Verhältnis zu Schepseskare, der kurzzeitig zwischen Raneferef und Niuserre regierte. Silke Roth schließt die theoretische Möglichkeit nicht aus, dass es sich um einen Sohn Raneferefs handeln könnte. Miroslav Verner hingegen hält es für wahrscheinlicher, dass er ein Sohn Sahures und damit ein Onkel Raneferefs war.

## Herrschaft

### Regierungsdauer
Die Regierungszeit des Raneferef dürfte nur wenige Jahre betragen haben. Die ägyptischen Quellen geben allerdings sehr unterschiedliche Zahlen an. Der Königspapyrus Turin aus der 19. Dynastie ist an der entsprechenden Stelle so stark beschädigt, dass mehrere Königsnamen der 5. Dynastie fehlen und grundsätzlich zwei Einträge in Frage kommen, die entweder ihm oder seinem Vorgänger beziehungsweise Nachfolger Schepseskare zugeordnet werden können. Der Papyrus weist Raneferef demnach entweder ein Regierungsjahr oder sieben Regierungsjahre zu. Der im 3. Jahrhundert v. Chr. lebende ägyptische Priester Manetho nennt 20 Jahre, was allerdings deutlich zu hoch angesetzt sein dürfte. Das höchste zeitgenössisch belegte Datum ist ein „Erstes Mal der Zählung“, was dem ersten oder zweiten Regierungsjahr entspricht. Auch der unfertige Zustand seiner Pyramidenanlage und die Untersuchung seiner Mumie, die ein Sterbealter von 20–23 Jahren ergaben, sprechen für eine extrem kurze Regierungszeit von wahrscheinlich zwei oder drei Jahren.

### Umstände der Machtübernahme und Nachfolge
Nach der Königsliste von Sakkara aus der 19. Dynastie folgte auf Raneferefs Vater Neferirkare zunächst ein König namens Schepseskare, über den nur wenig bekannt ist, und dann erst Raneferef, dem wiederum sein Bruder Niuserre auf den Thron folgte. Es sprechen mittlerweile jedoch mehrere Gründe dafür, dass Raneferef direkt auf seinen Vater Neferirkare folgte. Zum einen wurden die drei Pyramidenanlagen von Sahure, Neferirkare und Raneferef in unmittelbarer Nachbarschaft zueinander errichtet und aneinander ausgerichtet. Dies spricht für eine unmittelbare Aufeinanderfolge dieser drei Könige. Zum anderen wurden im Totentempel der Raneferef-Pyramide Siegelabdrücke mit dem Namen des Schepseskare gefunden, was auf Bautätigkeiten dieses Herrschers hindeutet. Somit müsste er als Nachfolger und nicht als Vorgänger Raneferefs angesehen werden.
In Verbindung mit den Ergebnissen der Mumien-Untersuchung kann nach gegenwärtigem Kenntnisstand davon ausgegangen werden, dass Raneferef nach dem Tod seines Vaters mit etwa 20 Jahren den Thron bestieg. Nach einer zwei bis drei Jahre währenden Regierungszeit, aus der abgesehen von seiner Bautätigkeit keine weiteren Ereignisse überliefert sind, starb er offenbar kinderlos. Ihm folgten Schepseskare und anschließend Niuserre auf den Thron. Warum Niuserre seinem Bruder Raneferef nicht direkt nachfolgte, ist bisher ungeklärt.

## Bautätigkeit
Aus der kurzen Regierungszeit Raneferefs sind lediglich zwei eigene Bauprojekte bekannt: Zum einen seine Pyramidenanlage in Abusir namens „Göttlich ist die Macht des Raneferef“ und ein Sonnenheiligtum namens „Opfertisch des Re“. Letzteres ist bislang unentdeckt. Darüber hinaus war er verantwortlich für die Vervollständigung der Pyramidenanlage seines Vaters und vermutlich auch für die Fortführung der Bauarbeiten am Grabmal seiner Mutter.

### Die Raneferef-Pyramide in Abusir

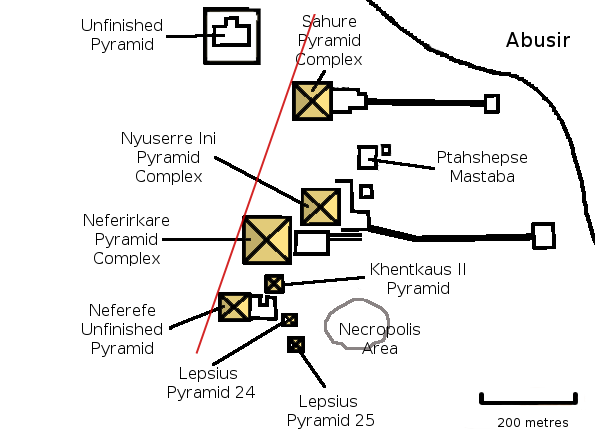
Die Nekropole von Abusir mit der Raneferef-Pyramide am südlichen Rand

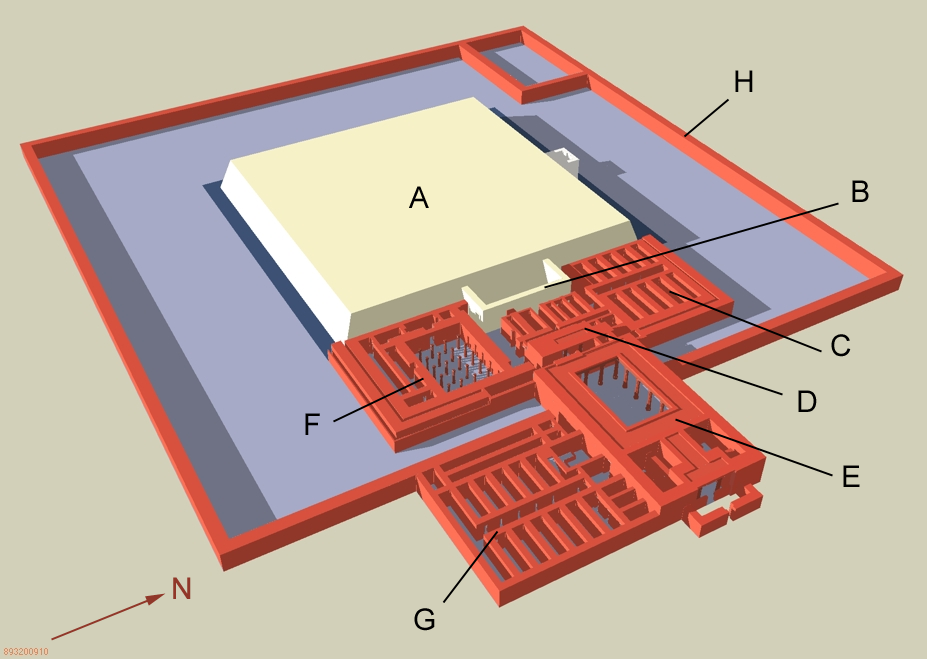
Rekonstruktion des Raneferef-Komplexes nach der Umwandlung der Pyramide in eine Mastaba und der Vervollständigung der Kultbauten

Wie bereits sein Großvater Sahure und sein Vater Neferirkare wählte auch Raneferef Abusir als Standort für seine Pyramide. Sie wurde südwestlich des Grabmals seines Vaters errichtet und steht mit diesem und der Sahure-Pyramide in einer geraden Linie, die wahrscheinlich auf den Obelisken des Sonnenheiligtums von Heliopolis ausgerichtet war. Die Raneferef-Pyramide ist mit einer Seitenlänge von etwa 65 m deutlich kleiner als ihre beiden Vorgängerbauten. Als Fundament diente nicht gewachsener Fels, sondern zwei Lagen großer Kalksteinblöcke. Der Außenmantel sowie die Wände der Arbeitsgrube für den absteigenden Gang und das Kammersystem waren mit grob behauenen Kalksteinblöcken verkleidet, die von Tonmörtel zusammengehalten wurden. Der Pyramidenkern war mit Sand, Schotter und Lehm aufgefüllt. An der Nordseite befindet sich der Eingang zum absteigenden Gang. Dieser war im unteren Bereich mit Rosengranit gepflastert und besaß ein System von Blockiersteinen gleichen Materials. Etwa im Zentrum der Pyramide mündet der Gang in die Vorkammer, die an ihrer Westseite durch einen weiteren kurzen Gang mit der Grabkammer verbunden ist. Beide Kammern besaßen eine Giebeldecke und waren mit Kalkstein verkleidet.
Durch Raneferefs frühen Tod blieb das Bauwerk unvollendet und wurde erst unter seinen Nachfolgern Schespseskare und Niuserre notdürftig fertiggestellt. Der Pyramidenstumpf, der nur bis zu einer Höhe von etwa 7 m gediehen war, wurde mit Kalkstein verkleidet. Die Dachterrasse wurde mit einer Tonschicht gedeckt, die Feuersteingeröll enthielt. Durch diesen Umbau erhielt das ursprünglich als Pyramide geplante Grabmal letztendlich das Aussehen einer quadratischen Mastaba. An der Ostseite des Bauwerks entstand in zwei Phasen ein Totentempel. Der erste, sehr kleine Tempel wurde aus Kalkstein errichtet und entstand wahrscheinlich unter Schepseskare. Niuserre erweiterte den Tempel später in Ziegelbauweise beträchtlich und umgab den Pyramidenkomplex mit einer Ziegelmauer.

### Das Sonnenheiligtum des Raneferef
Das Sonnenheiligtum Raneferefs ist bisher nur durch wenige schriftliche Erwähnungen überliefert. Priester dieses Heiligtums sind nicht bekannt. Es ist daher wahrscheinlich, dass der Bau nie vollendet und der Kultbetrieb rasch eingestellt wurde. Eventuell wurde das unfertige Bauwerk auch vollständig abgerissen und an der gleichen Stelle später das Sonnenheiligtum des Niuserre errichtet.

### Die Neferirkare-Pyramide und die Chentkaus-II.-Pyramide

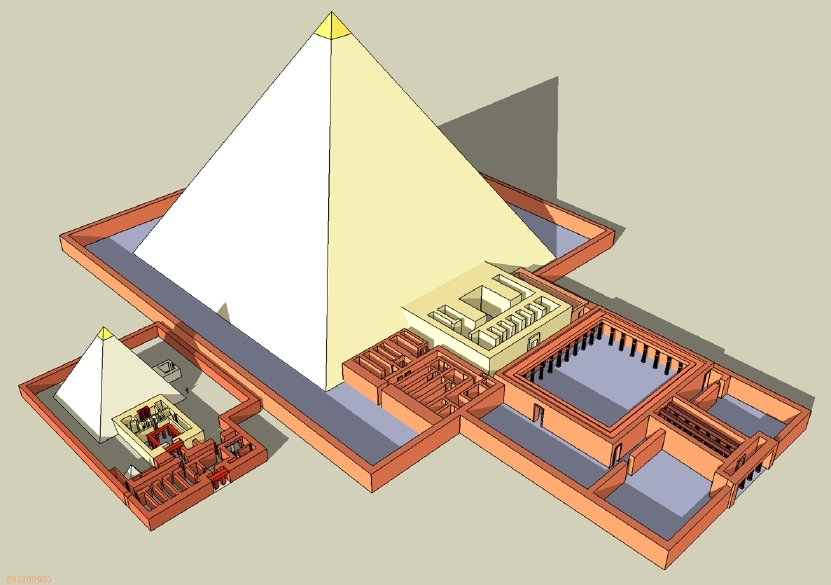
Rekonstruktion der Pyramidenbezirke des Neferirkare und der Chentkaus II.

Die Pyramide des Neferirkare war beim Tod ihres Bauherrn bereits weitgehend fertiggestellt, jedoch war die Verkleidung noch unvollständig. Lediglich eine unterste Schicht aus Rosengranit hat sich erhalten. Über die darüber gelegene Kalksteinverkleidung lassen sich aufgrund massiven Steinraubs kaum Aussagen treffen. Möglicherweise plante Raneferef ihre Vervollständigung, wozu es aber unter seiner Regierungszeit und auch später nicht mehr kam. Auf Raneferef geht möglicherweise auch die erste Bauphase des Totentempels der Neferirkare-Pyramide zurück. Dieser Kalksteinbau hatte nur geringe Ausmaße, besaß aber alle zur Kultausübung nötigen Räumlichkeiten. Unter Niuserre wurde der Tempel in Ziegelbauweise stark erweitert.
An der südlich der Neferirkare-Pyramide gelegenen Chentkaus-II.-Pyramide wurden die Bauarbeiten zwischen dem zehnten und elften Regierungsjahr Neferirkares zunächst eingestellt. Nach dem Tod dieses Herrschers fiel die Verantwortung für die Fortführung des Baus an Raneferef. In welchem Ausmaß die Bauarbeiten allerdings fortgesetzt wurden, ist unbekannt und angesichts seiner kurzen Regierungszeit sowie weiterer Bauprojekte ist es unwahrscheinlich, dass der Bau bedeutende Erweiterungen erfuhr. Die Fertigstellung erfolgte ebenfalls erst unter Niuserre.

## Die Mumie des Raneferef
Während der Grabungssaison 1997/98 wurden in der Grabkammer der Raneferef-Pyramide Überreste einer Mumie entdeckt, bei der es sich mit großer Wahrscheinlichkeit um die des Königs handelt. Die Funde umfassen ein Fragment des Hinterhauptbeins, das vollständige linke Schlüsselbein, einen Teil des linken Schulterblatts, die annähernd komplette linke Hand, das rechte Wadenbein und ein Stück Haut mit Unterhautgewebe. Darüber hinaus wurden Reste von Leinen-Bandagen und zwei Fragmente bemalter Kartonage gefunden. Auch Reste der vier Kanopen-Gefäße für die Eingeweide des Toten wurden entdeckt, ihr Inhalt hatte sich aber nicht erhalten. Knochen eines rechten großen Zehs und ein weiteres Hautfragment von einem linken Fuß, welche in der Vorkammer gefunden wurden, konnten hingegen nicht Raneferef zugewiesen werden, sondern stammten von einer mittelalterlichen Nachbestattung.
Die Untersuchung der königlichen Mumienreste ergab, dass der Leichnam vermutlich mittels Natron getrocknet und dann mit einer dünnen Harz-Schicht überzogen wurde, bevor er anschließend einen weißen, wahrscheinlich kalkhaltigen Farbüberzug bekam. Hinweise auf eine Entnahme des Gehirns, wie sie in späterer Zeit beim Mumifizierungsprozess üblich wurde, konnten nicht festgestellt werden. Durch Radiokohlenstoffdatierung eines Hautfragments konnten die Mumienfragmente eindeutig dem Alten Reich zugeordnet werden. Somit ist es äußerst wahrscheinlich, dass es sich um die sterblichen Überreste von Raneferef und nicht um eine spätere Nachbestattung handelt.
Röntgenuntersuchungen der erhaltenen Knochen ergaben, dass sich fast alle Epiphysenfugen bereits geschlossen hatten. Für die Bestimmung des Sterbealters besonders relevant waren hierfür die Epiphysenfugen am Wadenbein und am Schlüsselbein. Erstere war vollständig geschlossen, was üblicherweise im 19. oder 20. Lebensjahr geschieht. Die Fuge am Schlüsselbein hingegen hatte gerade erst begonnen, sich zu schließen, was gewöhnlich zwischen dem 18. und dem 25. Lebensjahr geschieht. Das Sterbealter Raneferefs konnte damit auf 20–23 Jahre eingegrenzt werden.

## Statuen

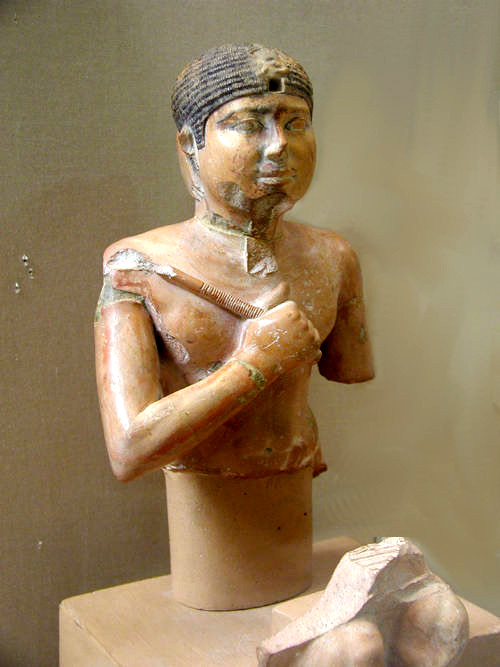
Statue des Raneferef (Kairo JE 98171)

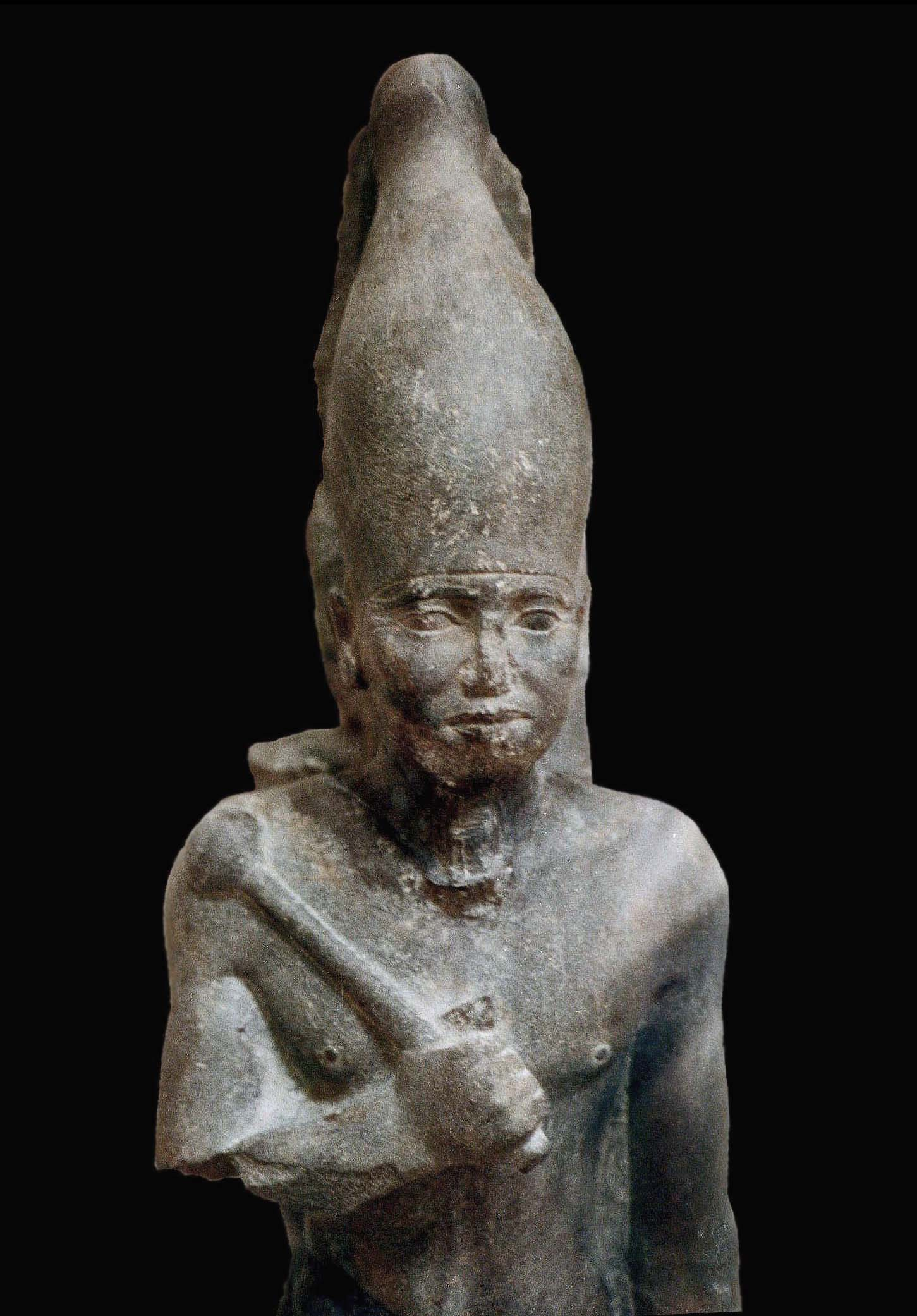
Statue des Raneferef (Kairo JE 98181)

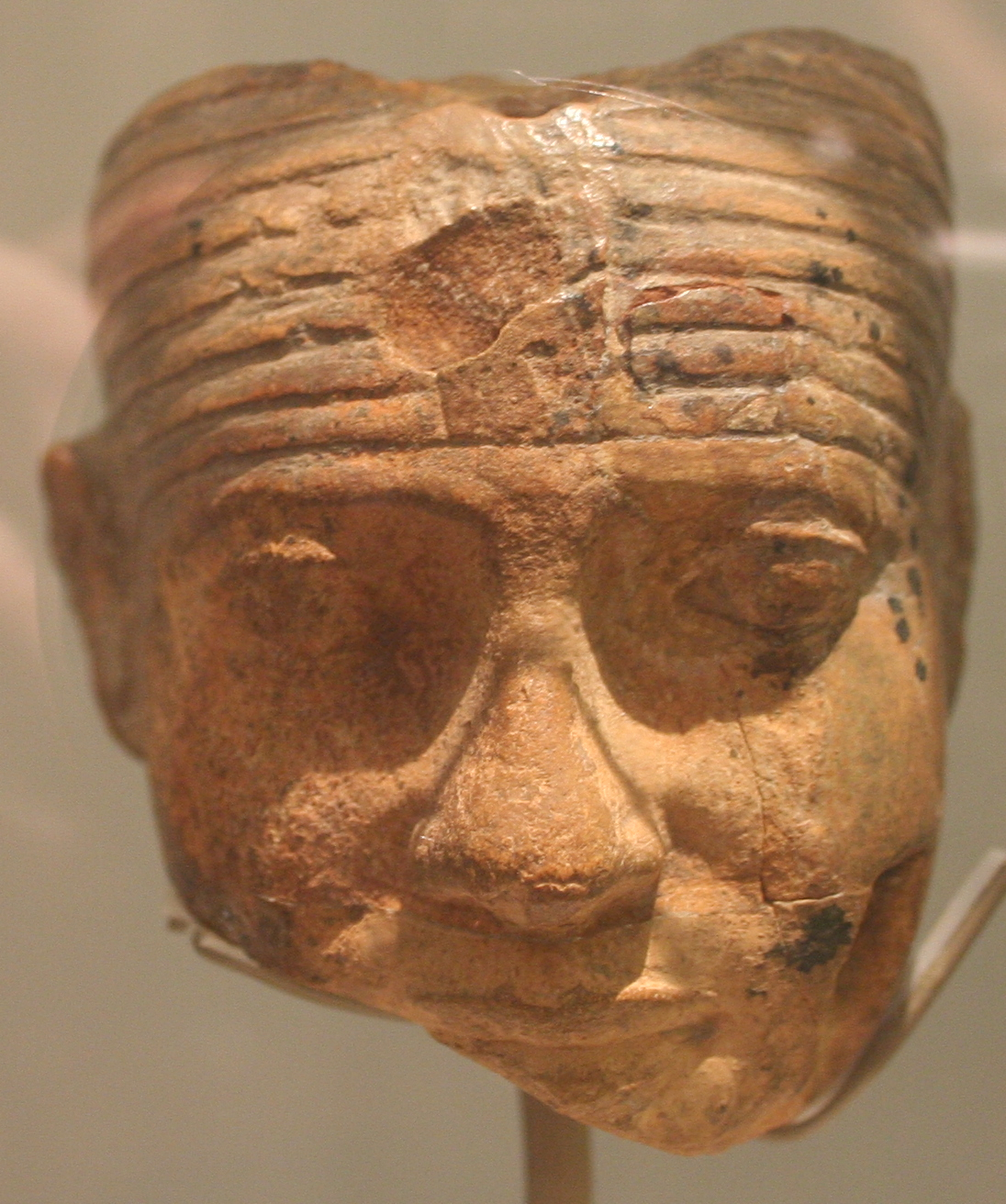
Statuenkopf aus Koptos (Petrie Museum, London, UC 14282)

Im Totentempel von Raneferefs Pyramidenanlage wurden in den 1980er Jahren Fragmente von mindestens 13 Statuetten des Königs gefunden, die sich heute im Ägyptischen Museum in Kairo befinden. Er ist damit von allen Königen der 5. Dynastie am besten durch rundplastische Zeugnisse belegt.
Eines der am besten erhaltenen Exemplare ist eine Statuette aus rosa Kalkstein (Kairo, Inv.-Nr. JE 98171), die aus drei Fragmenten besteht: Das erste umfasst den kompletten Oberkörper bis zur Hüfte, das zweite Teile des Schurzes und der Beine und das dritte die Statuenbasis mit einem Fuß. Das erste Fragment misst 17,2 cm × 11,2 cm, das zweite 11,6 cm × 8,1 cm × 3,6 cm und das dritte 3,2 cm × 7,8 cm × 6,7 cm. Der König ist sitzend dargestellt und hält sich mit der rechten Hand einen länglichen Gegenstand, vermutlich eine Keule, vor die Brust. Der linke Arm ist abgebrochen, ebenso wie ein ursprünglich angefügter Bart. Auf dem Kopf trägt der König eine Kurzhaarperücke. Eine ursprünglich auf der Stirn angebrachte Uräusschlange ist nicht erhalten. Ganz ähnlich wie bei einigen Statuen des Chephren aus der 4. Dynastie sitzt dem König hier ein Horus-Falke im Nacken und breitet schützend seine Flügel um ihn.
Sehr ähnlich gefertigt ist ein weiteres Stück aus gelblichem Kalkstein (Kairo, ohne Inv.-Nr., Grabungs-Nr. 993/I/84). Von dieser Statuette hat sich allerdings nur der Kopf erhalten. Dieser misst 9,4 cm × 6,7 cm × 8,3 cm. Auch hier trägt der König eine Kurzhaarperücke. Bart und Uräus waren als gesonderte Stücke ausgeführt und haben sich nicht erhalten. Im Nacken sind Reste eines Horus-Falken mit ausgebreiteten Flügeln zu erkennen.
Wiederum gut erhalten ist eine Statue aus grau-schwarzem Schiefer, die vom Kopf bis zu den Knien erhalten ist (Kairo, Inv.-Nr. JE 98181, Grabungs-Nr. 770/I/84, 809/I/84, 853/I/84, 873/I/84, 979/I/84, 1020/I/84, 26/I85). Mit Maßen von 49,3 cm × 14,82 cm × 18 cm stellt sie das größte Abbild Raneferefs dar. Der Herrscher ist stehend in Stand-Schritt-Stellung dargestellt. Er trägt einen Schurz und hält sich mit der rechten Hand eine Keule vor die Brust während der linke Arm herab hängt. Auf dem Kopf trägt er die Weiße Krone Oberägyptens. Der Bart war bei der Auffindung abgebrochen, ist jedoch vollständig erhalten. Die anatomischen Merkmale sind bei dieser Statuette sehr sorgfältig herausgearbeitet. So zeichnet sich deutlich das Schlüsselbein ab und die Brustwarzen sind im Relief wiedergegeben. Von einer weiteren Stand-Schreit-Figur aus rotem Quarzit (Kairo, ohne Inv.-Nr., Grabungs-Nr. 30/I/85, 64/I/85, 72/I/85) haben sich nur fünf unzusammenhängende Teile erhalten, darunter ein Bart und Reste einer oberägyptischen Krone.
Ebenfalls sehr sorgfältig ausgeführt ist eine ebenfalls aus grau-schwarzem Schiefer gefertigte Sitzstatuette (Kairo, ohne Inv.-Nr., Grabungs-Nr. 855/I/84, 740/I/84), die vom Kopf bis zur Hüfte erhalten ist. Sie misst 23,8 cm × 17,3 cm × 10 cm. Der König trägt einen Schurz, einen Bart und das Nemes-Kopftuch. Die Arme ruhten ursprünglich auf den Oberschenkeln, sind aber kurz unterhalb der Ellenbeuge abgebrochen. Die Schlüsselbeine und die Brustwarzen sind deutlich ausgearbeitet.
Von zwei weiteren Statuetten aus Gneis, die Raneferef ebenfalls mit Nemes-Kopftuch zeigen, sind nur die Köpfe erhalten. Der Erste (Kairo, ohne Inv.-Nr., Grabungs-Nr. 823/I/84) misst 8,5 cm × 10,9 cm × 10,1 cm. Bei diesem Kopf sind die Augen nicht ganz geöffnet. Der Zweite (Kairo, ohne Inv.-Nr., Grabungs-Nr. 837/I/84, 27/I/85) misst 10,3 cm × 12 cm × 9,9 cm.
Von einem weiteren, ebenfalls aus Gneis gefertigten Bildnis (Kairo, ohne Inv.-Nr., Grabungs-Nr. 752/I/84) ist nur der Torso erhalten. Das Stück misst 17,2 cm × 17,7 cm × 9,5 cm Auf der Brust sind noch die Seitenlappen und auf dem Rücken der Zopf des Nemes-Kopftuchs zu erkennen. An der Taille hat sich ein Gürtel und ein Teil des Schurzes erhalten. Die Arme sind oberhalb der Ellenbogen abgebrochen, vermutlich lässt sich aber eine Sitzstatuette mit auf den Oberschenkeln ruhenden Händen rekonstruieren.
Von einer Statuette aus Kalzit (Kairo, ohne Inv.-Nr., Grabungs-Nr. 807/I/84, 829/I/84, 1057/I/84) ist nur der Kopf erhalten. Sie zeigt Raneferef wiederum mit Kurzhaarperücke. Die Maße betragen 9,8 cm × 6,3 cm × 7,2 cm. Augenbrauen, Wimpern und Lidstriche sind plastisch gearbeitet, ein Oberlippenbart ist aufgemalt.
Weiterhin sind noch Fragmente von vier Statuenbasen aus Gneis und Kalzit (Kairo, ohne Inv.-Nr., Grabungs-Nr. 782/I/84, 790/I/8, 852/I/84, 920/I/844) bekannt. Das erste misst 8,8 cm × 15,5 cm × 8,6 cm, das zweite 8 cm × 12,5 cm × 13,5 cm, das dritte 8 cm × 11,3 cm × 8,8 cm und das vierte 11,8 cm × 10,1 cm × 14 cm. Drei dieser Stücke zeigen zwei nebeneinander gestellte Füße, sie dürften demnach zu Sitzstatuetten gehört haben. Das vierte Stück zeigt nur einen rechten Fuß. Schließlich existieren noch ein Fragment eines Schurzes (Kairo, ohne Inv.-Nr., Grabungs-Nr. 67/I/85) sowie ein Thronfragment mit dem Namenszug des Königs (Kairo, ohne Inv.-Nr., Grabungs-Nr. 103/I/82).
Neben den Funden aus Abusir gibt es noch einen weiteren Statuenkopf, der möglicherweise Raneferef darstellt. Er stammt aus Koptos und befindet sich heute im Petrie Museum of Egyptian Archaeology in London (Inv.-Nr. UC 14282). Das Stück besteht aus gelbem Kalkstein und misst 8 cm × 5,8 cm. Der König trägt eine Kurzhaarperücke mit den Resten einer Uräusschlange. Das Kinn ist nicht erhalten, jedoch gibt es Anhaltspunkte für einen ursprünglich vorhandenen Bart. Zur Statue gehörte vielleicht ein in der Nähe gefundenes, ebenfalls aus gelbem Kalkstein bestehendes Thronfragment. Das Stück wurde ursprünglich aufgrund von Vergleichen mit Bildnissen von Chephren und Mykerinos in die 4. Dynastie datiert. Die Neufunde aus Abusir machen allerdings eine Datierung in die 5. Dynastie wahrscheinlicher, da die Gesichtszüge und die Kopfbedeckung größere Ähnlichkeiten mit den Bildnissen Raneferefs aufweisen als mit denen der Herrscher der 4. Dynastie.

## Raneferef im Gedächtnis des Alten Ägypten
Für Raneferef ist ein Totenkult nachgewiesen, der bis zum Ende des Alten Reiches andauerte. Belege hierfür stammen besonders aus der Regierungszeit des Königs Djedkare vom Ende der 5. Dynastie. Am Ende der 6. Dynastie unter Pepi II. versiegte der Totenkult dann vorläufig, wurde aber im Mittleren Reich noch einmal kurzzeitig wiederbelebt.